# Psomophis genimaculatus
Espèce
Synonymes
- Liophis genimaculata Boettger, 1885
- Rhadinaea genimaculatus (Boettger, 1885)

Psomophis genimaculatus  est une espèce de serpents de la famille des Dipsadidae.

## Répartition
Cette espèce se rencontre :
- en Argentine dans les provinces de Formosa, de Salta et du Chaco ;
- dans le nord du Paraguay ;
- dans le sud-ouest du Brésil ;
- en Bolivie.

## Publication originale
- Boettger, 1885 : Liste von Reptilien und Batrachiern aus Paraguay. Zeitschrift für Naturwissenschaften (Halle), vol. 58, p. 213-248 (texte intégral).